# Craspedogryllacris atrofrons
Craspedogryllacris atrofrons är en insektsart som först beskrevs av Johann Gottlieb Otto Tepper 1904.  Craspedogryllacris atrofrons ingår i släktet Craspedogryllacris och familjen Gryllacrididae. Inga underarter finns listade i Catalogue of Life.